# Rača (gemeente)
Rača (Servisch: Рача) is een gemeente in het Servische district Šumadija.
Rača telt 12.959 inwoners (2002). De oppervlakte bedraagt 216 km², de bevolkingsdichtheid is 60 inwoners per km².